# Sambor (prince de Rügen)
Sambor de Rügen est né vers 1267 et il est décédé le 4 juin 1304. Il est prince de Rügen.
Sambor est le fils du prince Wislaw II de Rügen et de la princesse Agnès de Brunswick-Lunebourg. Lorsque son père meurt en 1302, Sambor et son frère ainé Wislaw entrent en conflit pour la succession. Wislaw règne sur Rügen alors que Sambor contrôle Stralsund. Un traité de paix est conclu entre les deux princes en 1304, peu avant la mort de Sambor.